# 汉娜·克吕格尔
汉娜·克吕格尔（德語：Hannah Krüger，1988年9月4日—），德国女子曲棍球运动员。她曾代表德国国家队参加2016年夏季奥林匹克运动会女子曲棍球比赛，获得一枚铜牌。